# Acrotrema
Acrotrema é um género botânico pertencente à família Dilleniaceae.

## Espécies
- Acrotrema agastyamalayanum E.S.S.Kumar, Dan & G.M.Nair
- Acrotrema arnottianum Wight
- Acrotrema bullatum Thwaites
- Acrotrema costatum Wall.
- Acrotrema dissectum Thwaites
- Acrotrema gardneri Thwaites
- Acrotrema intermedium Thwaites
- Acrotrema lanceolatum Hook.
- Acrotrema lyratum Thwaites
- Acrotrema sylvaticum Thwaites
- Acrotrema thwaitesii Hook.f. & Thomson
- Acrotrema uniflorum Hook.
- Acrotrema walkeri Wight ex Thwaites
- Acrotrema wightianum Wall.
- Lista completa